# Regione di sviluppo Vest
Vest è una delle regioni di sviluppo della Romania, creata nel 1998. La regione assomiglia a quella individuata nel 1938 come Ținutului Timiș. Comprende quattro distretti: Timiș, Arad, Caraș-Severin e Hunedoara.

## Popolazione
- Romeni (86,3%)
- Magiari (6,7%)
- Rom di Romania (2,5%)
- Tedeschi di Romania (1,3%)
- Serbi di Romania (1%)
- Altri gruppi (3,1%)

## Infrastrutture e trasporti

### Ferrovie
Densità di 59,1 km/1000 km2 con Timiș a 91,4/1000 km2. Le linee sono:
- / Magistrala 200 - București - Brașov - Sibiu - Deva - Arad - Curtici, per Ungaria da Lőkösháza a Budapesta - Györ - Viena
- Magistrala 900 - București - Roșiori - Craiova - Filiași - Caransebeș - Lugoj - Timișoara - Jimbolia, per Serbia da Kikinda a Belgrad

Altre minori:
- Linia 310: Arad - Oradea
- Linia 217: Arad - Timișoara
- Linia 922: Timișoara - Reșița
- Linia 202: Petroșani - Târgu Jiu

### Strade
Strade europee:
- Drumul european E68 - Nădlac - Arad - Deva - Sibiu - Brașov - București (Brașov-București E60/68)
- Drumul european E70 - Moravița - Timișoara - Craiova - București
- Drumul european E79 - Brad - Deva - Hațeg - Petroșani - Târgu Jiu - Craiova
- Drumul european E671 - Timișoara - Arad
- Drumul european E673 - Ilia - Făget - Lugoj